# Cânepești
Cânepești – wieś w Rumunii, w okręgu Gorj, w gminie Bălănești. W 2011 roku liczyła 78 mieszkańców.